# Arhopala waterstradti
Arhopala waterstradti är en fjärilsart som beskrevs av Bethune-Baker 1896. Arhopala waterstradti ingår i släktet Arhopala och familjen juvelvingar. Inga underarter finns listade i Catalogue of Life.